# Jacob Venedey
Jacob Venedey (né le 24 mai 1805 à Cologne, mort le 8 février 1871 à Oberweiler) est un journaliste et homme politique allemand.

## Biographie
Venedey fait des études de droit de 1824 à 1827 à Heidelberg et à Bonn puis travaille dans le cabinet d'avocat de son père. Au début des années 1830, il commence à travailler dans le journalisme et est présent à la fête de Hambach. En septembre 1832, il est arrêté à Mannheim et transféré en détention provisoire à la prison de Frankenthal. En plus de sa participation à la fête de Hambach, on lui reproche des violations du droit sur la presse et l'appartenance à une Burschenschaft. Il s'évade et fuit à Strasbourg. Après le Frankfurter Wachensturm, il est expulsé d'Alsace. Il est dans un premier temps à Nancy, où en 1833 il devient membre de la loge maçonnique « Saint Jean de Jérusalem ». La même année, en décembre, il vient vivre à Paris. Il crée le Deutschen Volksverein, fréquente Georg Fein et devient membre de la Ligue des bannis. Il est correspondant pour des journaux, notamment pour Augsburger Allgemeine Zeitung et Leipziger Allgemeine Zeitung. En 1837, il tient un discours sur la tombe de son frère maçonnique Ludwig Börne. En 1840, Heinrich Heine le cite dans Über Ludwig Börne.
Dans les années 1840, il collabore à la première et à la deuxième éditions du Rotteck-Welckersches Staatslexikon. En 1848, il appartient au pré-parlement et est membre du comité des cinquante. Du 18 mai 1848 à la fin du parlement croupion allemand le 18 juin 1849, il est député du landgraviat de Hesse-Hombourg au Parlement de Francfort. Il est membre de plusieurs comités, en particulier aux affaires autrichiennes et fait partie des fractions de la Deutscher Hof et du Westendhall.
En 1850, Venedey est correspondant sur la première guerre de Schleswig, cependant il est expulsé de Kiel. Le gouvernement prussien lui défend de s'installer à Berlin et à Breslau. Il devient privat-docent à Bonn en 1852. Il est expulsé de cette ville ainsi que de Fribourg-en-Brisgau, où il s'est inscrit à une loge maçonnique « Zur edlen Aussicht ». Il arrive à Zurich l'année suivante et il devient membre d'honneur de la loge de Bâle Zur Freundschaft und Beständigkeit (de), laquelle vient d'entrer en 1844 dans la Grande Loge suisse Alpina. En 1854, il épouse la révolutionnaire de Bade Henriette Obermüller (de), avec qui il a plusieurs enfants, dont Martin Venedey (de) En 1855, il revient en Allemagne et se consacre à l'écriture ; il est d'abord à Heidelberg puis à Badenweiler, où il tient une pension avec son épouse.

## Œuvre (sélection)
- Das Geschwornengericht in den preußischen Rheinprovinzen, Köln, 1830.
- Reise- und Rasttage in der Normandie. Mit 17 zeitgenöss. Illustrationen u. einem Frontispiz, 1838, Leipzig.
  - Traduction française partielle : Yport et Étretat en 1837, par Jean-François Brianchon, Marceuil, 1861.
- Preußen und Preußenthum, Mannheim, 1839
- Die Deutschen und Franzosen nach dem Geiste ihrer Sprachen und Sprüchwörter, Heidelberg, 1842.
- Wahrheiten mit und ohne Schleier. Von einem deutschen Verbannten, Paris, 1843.
- Machiavel, Montesquieu, Rousseau, 1850, Berlin